# П'єтроаса (Клуж)
П'єтроаса (рум. Pietroasa) — село у повіті Клуж в Румунії. Входить до складу комуни Молдовенешть.
Село розташоване на відстані 295 км на північний захід від Бухареста, 35 км на південь від Клуж-Напоки.

## Населення
За даними перепису населення 2002 року у селі проживали 172 особи.
Національний склад населення села:
| Національність | Кількість осіб | Відсоток |
| -------------- | -------------- | -------- |
| румуни         | 120            | 69,8%    |
| угорці         | 50             | 29,1%    |

Рідною мовою назвали:
| Мова      | Кількість осіб | Відсоток |
| --------- | -------------- | -------- |
| румунська | 120            | 69,8%    |
| угорська  | 52             | 30,2%    |